# 阪神高速サービス
阪神高速サービス株式会社（はんしんこうそくサービス）は大阪府大阪市西区に本社がある阪神高速道路管轄内のパーキングエリア・駐車場の管理運営会社である。
また、阪神高速道路株式会社と連携しクレジットカード（名称はTHRU WAYカードまたはスルーウェイカード）を発行している。

## 歴史
財団法人阪神高速道路利用協会及び財団法人阪神高速道路協会が管理してきた高速道路にあるパーキングエリアと駐車場（一部）を2006年1月1日に阪神高速サービス株式会社に引き継いだ。
2007年4月1日に社団法人阪神有料道路サービス協会（解散）が行っていたクレジットカード事業、広報事業、ETC管理事業を引き継いだ。
現在、駐車場事業、不動産事業、パーキングエリア管理事業、広報・カード関業、保険代理店業事業、営業管理事業、ナナ・ファーム須磨事業に取り組んでいる。